# Indian Christian Front
Indian Christian Front är ett kristet politiskt parti i den indiska delstaten Tamil Nadu. Partiet ordförande är M.L. Sundaram. I lokalvalen 2001 ställde ICF tillsammans med Christian Democratic Front.